# SkyWay Group
Unitsky Group là tập đoàn có hoạt động chính trong lĩnh vực xây dựng hệ thống giao thông trên cao, nghiên cứu hình thức vận chuyển theo hệ thống đường sắt dây nối giữa các trụ đỡ dạng thanh neo.

## Hoạt động
Công nghệ Unitsky Group còn được gọi là công nghệ "vận chuyển bằng dây", đặc trưng bởi sự di chuyển của các phương tiện vận chuyển không người lái theo trục đường dây nằm trên cao nhờ các trụ đỡ bê tông. "Dây" là các thanh thép được kéo căng có lớp vỏ ngoài bằng bê tông. Công nghệ Unitsky Group được xem như một hệ thống vận chuyển đường sắt nhẹ trên không đi tiên phong.
Unitsky Group được phát triển để vận tải hành khách và hàng hóa. Ông Unitsky tuyên bố các phương tiện của mình có thể đạt vận tốc đến 500 km/giờ và có giá thành rẻ hơn 20% so với tàu điện ngầm thông thường. Ông cũng xác nhận công nghệ này phát khí thải và các chất độc hại ở mức tối thiểu. Unitsky Group tuyên bố các phương tiện vận chuyển của công ty có thể dịch chuyển an toàn trong khoảng thời gian chỉ có 2 giây, giúp tăng khả năng chuyên chở lên đến 50.000 hành khách/giờ.
Năm 2011, nguyên mẫu của hệ thống đường ray Unitsky Group đã được xây dựng tại làng Ozery, tỉnh Mátxcơva, Liên bang Nga. Khả năng chịu tải của đường ray này đã được kiểm tra bằng xe vận chuyển hàng có bánh sắt. Đường ray này sau đó đã được tháo dỡ.
Tháng 10, 2021 công ty Unitsky Group bắt đầu xây dựng địa điểm thử nghiệm để trình diễn công nghệ "Unitsky Group". Địa điểm này nằm tại Maryina Gorka (cách Minsk 70 km) và được gọi là Ecotechnopark. Năm 2017, nguyên mẫu phương tiện vận chuyển chế tạo theo công nghệ này đạt vận tốc 102 km/giờ. Tháng 08 năm 2018, EcoFest bố trí 3 làn đường để chạy thử các nguyên mẫu tại sự kiện. Một làn dành cho phương tiện vận chuyển có sức chứa tối đa 48 người. Làn đường sắt thứ hai cho phương tiện vận chuyển 14 chỗ ngồi và làn đường thứ ba cho phương tiện vận chuyển 6 chỗ ngồi. Hơn 2000 người đã thử đi bằng phương tiện giao thông của Unitsky Group vào ngày hôm đó.

## Tiếp thị
Ngoài các mô hình trình diễn tại EcoTechnoPark ở Belarus, công ty còn trình diễn công nghệ của mình tại các cuộc triển lãm như Triển lãm và Hội nghị Giao thông Quốc tế Singapore lần thứ 03 (SITCE).
Unitsky Group tìm kiếm nhà đầu tư từ khắp nơi trên thế giới thông qua nhiều hình thức marketing khác nhau, chẳng hạn như huy động vốn cộng đồng (crowdfundings), tiếp thị qua điện thoại và marketing đa cấp.

## Đàm phán
Unitsky Group đang đàm phán với các nước như Lithuania, Úc, Slovakia, Ấn Độ, Ý và Indonesia. Cuộc đàm phán gần đây nhất diễn ra tại Các Tiểu vương quốc Ả Rập Thống nhất.

### Slovakia
Tháng 07, 2016, công ty Unitsky Group đã ký Biên bản ghi nhớ với Đại học tổng hợp công nghệ Slovakia tại Bratislava để phát triển công nghệ Unitsky Group tại Slovakia.

### Indonesia
Tháng 09, 2017 công ty đã ký Biên bản ghi nhớ với Đại học Indonesia, tỉnh Tây Java để xây dựng tuyến "tàu điện trên cao" trong khuôn viên trường.
Tháng 12, 2017, công ty ký Biên bản ghi nhớ tại Jakarta cho dự án đề xuất thực hiện tại Kalimantan.
Tháng 02, 2018 công ty ký Biên bản ghi nhớ với Đại học Gadjah Mada, tỉnh Trung Java nhằm hợp tác nghiên cứu và đổi mới sáng tạo trong lĩnh vực giao thông vận tải.
Đầu năm 2018, các cuộc đàm phán tại Ý đã diễn ra. Năm 2018, Ngoại trưởng Cộng hòa San Marino đã ký Bản ghi nhớ tại EcoTechnoPark, Belarus để xây dựng tuyến đường San Marino-Rimini. Thị trưởng thành phố Sicily, Messina cũng sử dụng khái niệm "tàu điện bay" Unitsky Group để thúc đẩy chiến dịch tranh cử của mình.

### Các Tiểu Vương Quốc Ả Rập Thống Nhất
Tháng 10, 2018 Unitsky Group và Sharjah Research Technology and Innovation Park của Các Tiểu vương quốc Ả Rập Thống nhất ký kết thỏa thuận đầu tư. 28 ha đã được cấp để xây dựng địa điểm thử nghiệm Unitsky Group Innovation Center.
Tháng 02, 2019, Cơ quan quản lý Giao thông & Đường bộ Dubai và Unitsky Group Greentech Company ký Biên bản ghi nhớ để phát triển những "viên nang bầu trời".
Tháng 04, 2019, Sheikh Mohammed bin Rashid Al Maktoum, Phó Tổng thống, Thủ tướng Các tiểu vương quốc Ả Rập Thống nhất, và là Emir của Dubai đã phê duyệt hệ thống trung chuyển tàu treo Unitsky Group dài 15 km bao gồm 21 trạm kết nối với nhau tại các địa điểm quan trọng ở Dubai.
Tháng 11, 2019, Sheikh Mohammed Al-Qasimi, thành viên Hội đồng tối cao Liên bang UAE và là Emir của Sharjah đã chứng kiến lễ khởi công xây dựng giai đoạn thử nghiệm của dự án Unitsky Group cho hệ thống tàu treo tại công viên Sharjah Research Technology and Innovation Park.
Ngày 25 tháng 5 năm 2021 Unitsky String Technologies, Inc. đã bắt đầu vận hành đường thử ở UAE.

## Giải thưởng
- Unitsky Group Technologies Co., Cộng hòa Belarus dành giải "Dự án sinh thái sáng tạo nhất trong lĩnh vực giao thông vận tải"
- Ông Anatoli Unitsky được đề cử giải "Cá nhân có đóng góp xuất sắc cho sự phát triển của ngành giao thông vận tải"[15]
- Giải thưởng Vận tải Quốc tế Golden Chariot là cuộc thi dành cho những người có liên quan đến vận tải và cơ sở hạ tầng trên khắp thế giới[16]
- Được đề cử cho giải thưởng " Golden Biatec " năm 2018[17]